# 김홍표
김홍표(1974년 6월 1일~)는 대한민국의 배우이다.
1974년 6월 1일 아시아 한국 서울특별시에서 태어나 키는 180cm이고 몸무게는 72kg인 그는 1982년 1월 타이완으로 이민하여 타이베이 어린이 남자 아역 연극 배우로 데뷔하였다. 1994년 1월 대한민국 연극 배우로 데뷔하였고 1995년 3월 SBS 5기 공채 탤런트로 정식 데뷔하였다. 2011년 옥외광고사 자격증을 따서 옥외 광고 회사를 차렸다. 간판 제작 및 시공 등 간판 관련 일을 하는 틈틈이 배우 일을 병행하고 있다.

## 학력
- 1990년~1993년 양정고등학교
- 1994년~1996년 서울예술전문대학 연극학과 전문학사

## 경력
- 1995년 SBS 5기 공채 탤런트
- 2009년 제1회 대한민국 문화예술명품 국제브랜드화전략 홍보대사

## 출연

### 방송

#### 드라마
- 아시아 한국
- 1995년 SBS 《신비의 거울속으로》 - 홍표 역
- 1995년 SBS 《째즈》
- 1996년 SBS 《엄마는 못말려》
- 1996년 SBS 《도시남녀》
- 1996년 SBS 《남자대탐험》
- 1996년 SBS 《8월의 신부》
- 1996년 SBS 《임꺽정》 - 황천왕동 역
- 1997년 SBS 《여자》
- 1997년 SBS 《아름다운 그녀》
- 1998년 SBS 《사랑해 사랑해》
- 1998년 SBS 《홍길동》
- 1998년 SBS 《7인의 신부》
- 1998년 SBS 《승부사》 - 성술 역
- 1998년 SBS 《미우나 고우나》
- 1999년 SBS 《지금은 사랑할 때》
- 1999년 SBS 《카이스트》
- 1999년 SBS 《파도》
- 1999년 SBS 《그녀의 선택》
- 1999년 SBS 《달콤한 신부》
- 2000년 MBC 《사랑할수록》 - 주무기 역
- 2003년 KBS 1TV 《무인시대》 - 이지순 역
- 2003년 KBS 1TV 《분이》 - 강정일 역
- 2004년 KBS 2TV 《KBS 드라마시티 - 언젠가는》 - 동희 역
- 2004년 KBS 1TV 《불멸의 이순신》 - 조수창 역
- 2004년 SBS 《마지막 춤은 나와 함께》 - 최석구 역
- 2006년 KBS 2TV 《KBS 드라마시티 - 첫사랑》
- 2006년 SBS 《연개소문》 - 연남건 역
- 2006년 SBS 《게임의 여왕》 - 버그 강 역
- 2007년 KBS 2TV 《KBS 드라마시티 - 고달픈 가족》
- 2007년 KBS 2TV 《KBS 드라마시티 - 달려라 공주야》
- 2008년 KBS 1TV 《KBS TV 문학관 - 나의 피투성이 연인》 - 상우 역
- 2008년 KBS 2TV 《대왕 세종》 - 이순지 역
- 2008년 KBS 2TV 《최강칠우》 - 김조현 역
- 2008년 KBS 2TV 《2008 전설의 고향 - 환향녀》 - 용수 역
- 2008년 SBS 《아내의 유혹》 - 의사 역
- 2009년 KBS 1TV 《청춘예찬》 - 오광호 역
- 2009년 KBS 2TV 《2009 전설의 고향 - 혈귀》 - 재성 역
- 2012년 KBS 1TV 《대왕의 꿈》 - 김품석 역
- 2015년 KBS 1TV 《징비록》 - 정발 역
- 2015년 대교어린이TV 《어울림》 - 홍표 역
- 2018년 KBS 2TV 《반짝반짝 들리는》 - 걸스타 매니저 역
- 2021년 SBS 《아모르 파티 - 사랑하라, 지금》 - 박윤철 역
- 2021년 카카오TV 《오늘부터 엔진 ON》 - 그룹장 역
- 2023년 FTV 《훅 업 - The ultimate fishing rod》 - 허세홍 역
- 2023년 MBC 《오늘도 사랑스럽개》 - 한판동 역
- 2024년 KBS 2TV 《스캔들》 - 권영석 역

#### 시트콤
- 2000년 SBS 《LA아리랑》 - 김원희를 좋아하는 남자 친구 역
- 2000년 ITV 《닥터 닥터》
- 2000년 ITV 《헬로우 닥터》
- 2001년 KBS 2TV 《멋진 친구들 Ⅱ》
- 2002년 SBS 《대박가족》- 김홍표 역

#### 교양
- 아시아 한국
- 2007년 SBS 《심리극장 천인야화》 - 출연자(2007.06.29~2008.02.29)
- 2014년 KBS1 《긴급출동 24시》
- 2020년 TV조선 《스타다큐 마이웨이》 - 출연자(2020.08.17)

#### 예능
- 아시아 한국
- 2001년 KBS 1TV 《가족오락관》 - 남성팀(2001.07.28)
- 2020년 SBS 《불타는 청춘》 - 출연자(2020.11.03~2021.05.18)
- 2021년 MBN 《트롯파이터》 - 도전자(2021.02.24)

### 영화
- 아시아 한국
- 2003년 《봄날의 곰을 좋아하세요?》 - 윤 팀장 역
- 2006년 《썬데이 서울》 - 뉴스 기자/태풍 목소리 역(특별 출연)
- 2007년 《어깨너머의 연인》 - 용주 역(특별 출연)
- 2019년 《1919 유관순》 - 손정도 역(우정 출연)
- 2019년 《롱 리브 더 킹: 목포 영웅》 - 최홍석 선대위원장 역
- 2019년 《아내를 죽였다》 - 박 형사 역
- 2020년 《어게인》 - 한길봉 역
- 2025년    부전시장 - 도철 역
- 미정 《킬링톡》

### 공연

#### 연극
- 아시아 한국
- 1995년 《상록수》 - 박동화 역
- 1999년 《룰루》
- 1999년 《당신과 나의 노래》
- 2014년 《수상한 형제》
- 2016년 《초능력 패밀리 Episode 1. 만남》
- 2019년 《죽은 뒤 버킷리스트》 - 흥표 신 역
- 2019년 《부장들》 - 김 부장 역
- 2020년 《대한민국 전형적인 살인청부업자 이야기》 - 이현택 역

#### 뮤지컬
- 아시아 한국
- 2003년 《펑키펑키》
- 2004년 《더 플레이 X》
- 2008년 《차차차》 - 억수 역
- 2008년 《억수로 좋은 날》 - 억수 역
- 2015년 《언틸 더 데이》 - 주명식 역
- 2018년 《서울 서울 서울》 - 원태 역